# Lijst van Duitse U-Boten (1906–1919)
Deze lijst behandelt Duitse U-boten uit de Eerste Wereldoorlog tot 1919.

## Legenda
- † = Door vijandelijkheden vernietigd
- ? = Vermist
- § = Door vijand opgebracht of veroverd
- × = Ongeval of zelf tot zinken gebracht
- A = Uit de vaart genomen (gesloopt of voor ander gebruik)

## U 1–U 100
| Boot  | Klasse    | In de vaart genomen | Uit de vaart genomen      | Opmerking |
| ----- | --------- | ------------------- | ------------------------- | --- |
| U 1   | UA Petrol | 14 december 1906    | A 19 februari 1919        | De beschadigde boot werd aan het Deutsches Museum in München verkocht |
| U 2   | UA Petrol | 18 juli 1908        | A 11 november 1918        | Op 19 februari 1919 in Stinnes gesloopt |
| U 3   | UA Petrol | 29 mei 1909         | A 1 december 1918         | Op 27 januari 1919 in Kiel gesloopt |
| U 4   | UA Petrol | 29 mei 1909         | A 1 december 1918         | Op 27 januari 1919 in Kiel gesloopt |
| U 5   | UA Petrol | 2 juli 1910         | ? 18 december 1914        | Zeemijn of ongeval voor de Belgische kust (51° 23′ 0″ NB, 3° 11′ 0″ OL) (total loss) |
| U 6   | UA Petrol | 12 augustus 1910    | † 15 september 1915       | Bij Stavanger (58° 55′ 0″ NB, 5° 10′ 0″ OL) door de Britse duikboot E16 getorpedeerd (24 doden, 5 overlevenden) |
| U 7   | UA Petrol | 18 juli 1911        | x 21 januari 1915         | Bij de Nederlandse kust (53° 43′ 0″ NB, 6° 2′ 0″ OL) door U22 voor vijandelijke U-boot gehouden en tot zinken gebracht (26 doden, 1 overlevende) |
| U 8   | UA Petrol | 18 juni 1911        | † 4 maart 1915            | Werd gevangen in een net (50° 56′ 0″ NB, 1° 15′ 0″ OL), moest opduiken en werd toen door HMS Gurkha en HMS Maori tot zinken gebracht |
| U 9   | UA Petrol | 18 april 1910       | § 26 november 1918        | Uitgeleverd aan Groot-Brittannië, 1919 in Morecambe gesloopt |
| U 10  | UA Petrol | 31 augustus 1911    | ? 30 juni 1916            | Vermoedelijke botsing met een mijn voor de Finse kust (total loss) |
| U 11  | UA Petrol | 21 september 1910   | † 9 december 1914         | Botsing met een zeemijn (51° 20′ 0″ NB, 2° 52′ 0″ OL) (total loss) |
| U 12  | UA Petrol | 13 augustus 1911    | † 10 maart 1915           | Beschoten, geramd en tot zinken gebracht door een bewapende vissersboot (56° 7′ 0″ NB, 2° 20′ 0″ WL) (20 doden, 10 overlevenden) |
| U 13  | UA Petrol | 25 april 1912       | ? 12 augustus 1914        | zeemijn of ongeval bij Helgoland (23 doden) |
| U 14  | UA Petrol | 24 april 1912       | † 5 juni 1915             | Door bewapende vissersboot Oceanic II onmanoeuvreerbaar geschoten en aansluitend tot zinken gebracht (1 dode, 27 overlevenden) |
| U 15  | UA Petrol | 7 juli 1912         | † 9 augustus 1914         | Bij Fair Isle door de HMS Birmingham geramd (23 doden) |
| U 16  | UA Petrol | 28 december 1911    | x 8 februari 1919         | Bij overtocht gezonken (58° 59′ 0″ NB, 8° 29′ 0″ OL) |
| U 17  | UA Petrol | 3 november 1912     | A 27 januari 1919         | In Kiel gesloopt |
| U 18  | UA Petrol | 17 november 1912    | † 23 november 1914        | Door de HMS Garry en de vissersboot Dorothy Grey bij Scapa Flow (58° 41′ 0″ NB, 2° 55′ 0″ WL) geramd (1 dode, 22 overlevenden) |
| U 19  | UA Diesel | 6 juli 1913         | § 24 november 1918        | Uitgeleverd aan Groot-Brittannië, in Blyth tussen 1919 en 1920 gesloopt |
| U 20  | UA Diesel | 5 augustus 1913     | x 4 november 1916         | Bij de Deense kust (56° 33′ 0″ NB, 8° 8′ 0″ OL) aan de grond gelopen en de volgende dag door de bemanning opgeblazen |
| U 21  | UA Diesel | 22 oktober 1913     | x 22 februari 1919        | Bij overtocht bij Groot-Brittannië gezonken (54° 19′ 0″ NB, 3° 42′ 0″ WL) |
| U 22  | UA Diesel | 25 november 1913    | § 1 november 1918         | Uitgeleverd aan de overwinnaars, 1919 gesloopt |
| U 23  | UA Diesel | 11 september 1913   | † 20 juli 1915            | Tijdens een aanval op het Q-ship Princess Louise door Britse duikboot C27 getorpedeerd (58° 55′ 0″ NB, 0° 14′ 0″ OL) (24 doden, 10 overlevenden) |
| U 24  | UA Diesel | 6 december 1913     | § 22 november 1918        | Uitgeleverd aan Groot-Brittannië, 1922 in Swansea gesloopt |
| U 25  | UA Diesel | 9 mei 1914          | § 23 februari 1919        | Uitgeleverd aan Frankrijk, tussen 1920 en 1921 in Cherbourg gesloopt |
| U 26  | UA Diesel | 20 mei 1914         | ? augustus/september 1915 | Aan de Finse kust vermist (total loss, 30 doden) |
| U 27  | UA Diesel | 8 mei 1914          | † 19 augustus 1915        | Tot zinken gebracht door Q-ship HMS Baralong (50° 43′ 0″ NB, 7° 22′ 0″ WL) (37 doden) |
| U 28  | UA Diesel | 26 juni 1914        | x 2 september 1915        | Bij de explosie van de vracht van de SS Olive gezonken (72° 34′ 0″ NB, 27° 56′ 0″ OL) (39 doden) |
| U 29  | UA Diesel | 1 augustus 1914     | † 28 maart 1915           | Bij Pentland Firth (58° 20′ 0″ NB, 0° 57′ 0″ OL) door de HMS Dreadnought geramd (32 doden) |
| U 30  | UA Diesel | 26 augustus 1914    | § 22 november 1918        | Uitgeleverd aan Groot-Brittannië, tussen 1919 en 1920 in Blyth gesloopt |
| U 31  | UA Diesel | 18 september 1914   | ? 13 januari 1915         | Vermoedelijke botsing met een zeemijn (31 doden, onbekend aantal overlevenden) |
| U 32  | UA Diesel | 3 september 1914    | † 8 mei 1918              | Door de HMS Wildflower bij Malta (36° 7′ 0″ NB, 13° 28′ 0″ OL) tot zinken gebracht (41 doden) |
| U 33  | UA Diesel | 27 september 1914   | § 16 januari 1919         | Uitgeleverd aan Groot-Brittannië, tussen 1919 en 1920 in Blyth gesloopt |
| U 34  | UA Diesel | 5 oktober 1914      | ? 18 oktober 1918         | Op 18 oktober 1918 vermist (38 doden) |
| U 35  | UA Diesel | 3 november 1914     | § 26 november 1918        | Uitgeleverd aan Groot-Brittannië, tussen 1919 en 1920 in Blyth gesloopt |
| U 36  | UA Diesel | 14 november 1914    | † 24 juli 1915            | Tot zinken gebracht door Q-ship HMS Prince Charles (59° 7′ 0″ NB, 5° 30′ 0″ WL) (18 doden) |
| U 37  | UA Diesel | 9 december 1914     | ? 30 april 1915           | Vermoedelijke botsing met een zeemijn bij Zeebrugge (32 doden) |
| U 38  | UA Diesel | 15 december 1914    | § 23 februari 1919        | Uitgeleverd aan Frankrijk, in juli 1921 in Brest gesloopt |
| U 39  | UA Diesel | 13 januari 1915     | § 18 mei 1918             | In Cartagena in beslag genomen op 22 maart 1919 aan Frankrijk uitgeleverd, 1923 in Toulon gesloopt |
| U 40  | UA Diesel | 14 februari 1915    | † 23 juni 1915            | Bij aanval op Q-ship Taranaki door Britse duikboot C24 tot zinken gebracht (57° 0′ 0″ NB, 1° 50′ 0″ WL) (29 doden, onbekend aantal overlevenden) |
| U 41  | UA Diesel | 1 februari 1915     | † 24 september 1915       | Tot zinken gebracht door Q-ship HMS Baralong (49° 10′ 0″ NB, 7° 23′ 0″ WL) (35 doden, 2 overlevenden) |
| U 42  | UA Diesel | 8 augustus 1915     | † 14 juli 1916            | In Italië gebouwd, door de Italiaanse regering in beslag genomen, diende als U Balilla in de Regia Marina, door de Kaiserliche und Königliche Kriegsmarine torpedoboten T65 en T66 bij Lissa tot zinken gebracht |
| U 43  | UA Ms     | 30 april 1915       | § 20 november 1918        | Uitgeleverd aan Groot-Brittannië, 1922 in Swansea gesloopt |
| U 44  | UA Ms     | 7 mei 1915          | † 12 augustus 1917        | Door de HMS Oracle bij Noorwegen (58° 51′ 0″ NB, 4° 20′ 0″ OL) geramd (44 doden) |
| U 45  | UA Ms     | 9 oktober 1915      | † 12 september 1917       | Door de Britse duikboot D7 bij de Shetlandeilanden (55° 48′ 0″ NB, 7° 30′ 0″ WL) getorpedeerd (43 doden, 2 overlevenden) |
| U 46  | UA Ms     | 17 december 1915    | § 26 november 1918        | Uitgeleverd aan het Japans Keizerrijk, diende tot 1921 als O2 in de Japanse Keizerlijke Marine, in april 1921 in Yokosuka gedeeltelijk gesloopt, op 21 april 1925 bij de overtocht naar Kure gezonken |
| U 47  | UA Ms     | 28 februari 1916    | x 28 oktober 1918         | Tijdens de evacuatie bij Pula (44° 52′ 0″ NB, 13° 50′ 0″ OL) gezonken |
| U 48  | UA Ms     | 22 april 1916       | † 24 november 1917        | Door een Britse patrouilleboot ontdekt en tot zinken gebracht (19 doden, 17 overlevenden) |
| U 49  | UA Ms     | 31 mei 1916         | † 11 september 1917       | In de Golf van Biskaje (46° 17′ 0″ NB, 14° 42′ 0″ WL) door de SS British Transport geramd en tot zinken gebracht (43 doden) |
| U 50  | UA Ms     | 4 juli 1916         | ? 31 augustus 1917        | Vermoedelijke botsing met een zeemijn bij Terschelling (44 doden) |
| U 51  | UA Ms     | 24 februari 1916    | † 14 juli 1916            | Bij het verlaten van de Eemsmonding door Britse duikboot H5 getorpedeerd (34 doden, 4 overlevenden) |
| U 52  | UA Ms     | 16 maart 1916       | § 21 november 1918        | Uitgeleverd aan Groot-Brittannië, 1921 in Swansea gesloopt |
| U 53  | UA Ms     | 22 april 1916       | § 1 december 1918         | Uitgeleverd aan Groot-Brittannië, 1922 in Swansea gesloopt |
| U 54  | UA Ms     | 25 mei 1916         | § 24 november 1918        | Uitgeleverd aan Italië, in mei 1919 in Taranto gesloopt |
| U 55  | UA Ms     | 8 juni 1916         | § 26 november 1918        | Uitgeleverd aan het Japans Keizerrijk, diende als O3 tot 1921 in de Japanse Keizerlijke Marine, tussen maart en juni 1921 in Sasebo gesloopt |
| U 56  | UA Ms     | 23 juni 1916        | ? 3 november 1916         | Sinds 3 november 1916 vermist (35 doden) |
| U 57  | UA Ms     | 6 juli 1916         | § 24 november 1918        | Uitgeleverd aan Frankrijk, 1921 in Cherbourg gesloopt |
| U 58  | UA Ms     | 9 augustus 1916     | † 17 november 1917        | Bij Bristol (51° 32′ 0″ NB, 5° 21′ 0″ WL) door de USS Fanning tot zinken gebracht (2 doden, onbekend aantal overlevenden) |
| U 59  | UA Ms     | 7 september 1916    | x 14 mei 1917             | Botsing met Duitse zeemijn (55° 33′ 0″ NB, 7° 15′ 0″ OL) (33 doden, 4 overlevenden) |
| U 60  | UA Ms     | 1 november 1916     | § 21 november 1918        | Uitgeleverd aan Groot-Brittannië, 1921 op weg naar de sloop gezonken |
| U 61  | UA Ms     | 22 juli 1916        | † 26 maart 1918           | Door de PC51 tot zinken gebracht (51° 48′ 0″ NB, 5° 32′ 0″ WL) (36 doden) |
| U 62  | UA Ms     | 2 augustus 1916     | § 22 november 1918        | Uitgeleverd aan Groot-Brittannië, tussen 1919 en 1920 in Bo'ness gesloopt |
| U 63  | UA Ms     | 8 februari 1916     | § 16 januari 1919         | Uitgeleverd aan Groot-Brittannië, tussen 1919 en 1920 in Blyth gesloopt |
| U 64  | UA Ms     | 29 februari 1916    | † 17 juni 1918            | Door aanval van de HMS Lychnis beschadigd en bij de daaropvolgende brand gezonken (38° 7′ 0″ NB, 10° 27′ 0″ OL) (38 doden, 5 overlevenden) |
| U 65  | UA Ms     | 21 maart 1916       | x 28 oktober 1918         | Tijdens evacuatie bij Pula (44° 52′ 0″ NB, 13° 50′ 0″ OL) gezonken |
| U 66  | UA Ms     | 23 juli 1915        | † 3 september 1917        | Botsing met een zeemijn (40 doden) |
| U 67  | UA Ms     | 4 augustus 1915     | § 20 november 1918        | Uitgeleverd aan Groot-Brittannië, 1921 in Fareham gesloopt |
| U 68  | UA Ms     | 17 augustus 1915    | † 22 maart 1916           | Bij Ierland (51° 54′ 0″ NB, 10° 53′ 0″ WL) door Q-ship Farnborough tot zinken gebracht (38 doden) |
| U 69  | UA Ms     | 4 september 1915    | x 6 december 1917         | Op 4 december 1917 vertrokken uit Zeebrugge om zeemijnen te leggen op de vaarwegen van en naar Cherbourg. Op 6 december 's om ongeveer 20:00 werd de U-69 per ongeluk geramd door U-96. 18 bemanningsleden inclusief commandant Oberleutnant zur See Hugo Thielmann konden nog overstappen op de U-96. De Duitse onderzeeboot zonk binnen 10 minuten, 11 bemanningsleden met zich meenemend. Op het moment dat de boot de zeebodem raakte, ontploften de boegtorpedo's. Pas in 2017 werd het wrak teruggevonden 8,5 zeemijl uit de kust van Cap Barfleur (Normandië) |
| U 70  | UA Ms     | 22 september 1915   | § 20 november 1918        | Uitgeleverd aan Groot-Brittannië, tussen 1919 en 1920 in Bo'ness gesloopt |
| U 71  | UE 1      | 20 december 1915    | § 23 februari 1919        | Uitgeleverd aan Frankrijk, 1921 in Cherbourg gesloopt |
| U 72  | UE 1      | 26 januari 1916     | x 1 november 1918         | Tijdens evacuatie bij Cattaro (42° 30′ 0″ NB, 18° 41′ 0″ OL) gezonken |
| U 73  | UE 1      | 9 oktober 1915      | x 30 oktober 1918         | Tijdens evacuatie bij Pula (44° 52′ 0″ NB, 13° 50′ 0″ OL) gezonken |
| U 74  | UE 1      | 24 november 1915    | x 16 mei 1916             | Ongeval tijdens werk met een zeemijn bij Dunbar (34 doden) |
| U 75  | UE 1      | 26 maart 1916       | † 13 december 1917        | Bij Terschelling op een zeemijn gelopen (23 doden, onbekend aantal overlevenden) |
| U 76  | UE 1      | 11 mei 1916         | † 22 januari 1917         | Na botsing met een Russische stoomboot in slecht weer gezonken (1 dode, onbekend aantal overlevenden), in de jaren 70 gelicht en gesloopt |
| U 77  | UE 1      | 10 maart 1916       | ? 7 juli 1916             | Vermist op weg naar Kinnaird Head (33 doden) |
| U 78  | UE 1      | 20 april 1916       | † 28 oktober 1918         | Door Britse duikboot G2 tot zinken gebracht (56° 2′ 0″ NB, 5° 8′ 0″ OL) (40 doden) |
| U 79  | UE 1      | 25 mei 1916         | § 21 november 1918        | Uitgeleverd aan Frankrijk, diende als Victor Reveille tot de sloop in 1935 in de Franse marine |
| U 80  | UE 1      | 6 juni 1916         | § 16 januari 1919         | Uitgeleverd aan Groot-Brittannië, 1922 in Swansea gesloopt |
| U 81  | Mittel U  | 22 augustus 1916    | † 1 mei 1917              | Door Britse duikboot E54 bij Ierland (51° 33′ 0″ NB, 13° 38′ 0″ WL) tot zinken gebracht (24 doden, onbekend aantal overlevenden) |
| U 82  | Mittel U  | 16 september 1916   | § 16 januari 1919         | Uitgeleverd aan Groot-Brittannië, tussen 1919 en 1920 in Blyth gesloopt |
| U 83  | Mittel U  | 6 september 1916    | † 17 september 1917       | Bij Ierland (51° 34′ 0″ NB, 11° 23′ 0″ WL) door Q-ship Farnborough tot zinken gebracht (35 doden, 1 overlevende) |
| U 84  | Mittel U  | 7 oktober 1916      | ? 26 januari 1918         | Vermoedelijk door de PC62 geramd en tot zinken gebracht (51° 53′ 0″ NB, 5° 44′ 0″ WL) (40 doden) |
| U 85  | Mittel U  | 23 oktober 1916     | † 12 maart 1917           | Tot zinken gebracht door Q-ship Privet (50° 2′ 0″ NB, 4° 13′ 0″ WL) (38 doden) |
| U 86  | Mittel U  | 30 november 1916    | § 20 november 1918        | Uitgeleverd aan Groot-Brittannië, 1921 op weg naar de sloop gezonken |
| U 87  | Mittel U  | 26 februari 1917    | † 25 december 1917        | Door de HMS Buttercup geramd en beschoten, aansluitend tot zinken gebracht door de PC56 (44 doden) |
| U 88  | Mittel U  | 7 april 1917        | ? 5 september 1917        | Vermoedelijke botsing met een zeemijn bij Terschelling (43 doden) |
| U 89  | Mittel U  | 21 juni 1917        | † 12 februari 1918        | Door de HMS Roxburgh geramd (55° 38′ 0″ NB, 7° 32′ 0″ WL) (43 doden) |
| U 90  | Mittel U  | 2 augustus 1917     | § 20 november 1918        | Uitgeleverd aan Groot-Brittannië, tussen 1919 en 1920 in Bo'ness gesloopt |
| U 91  | Mittel U  | 17 september 1917   | § 26 november 1918        | Uitgeleverd aan Frankrijk, in juli 1919 in Brest gesloopt |
| U 92  | Mittel U  | 22 oktober 1917     | ? 9 september 1918        | Vermoedelijke botsing met een zeemijn (42 doden) |
| U 93  | Mittel U  | 10 februari 1917    | ? 15 januari 1918         | Sinds 15 januari 1918 vermist (43 doden) |
| U 94  | Mittel U  | 3 maart 1917        | § 20 november 1918        | Uitgeleverd aan Groot-Brittannië, tussen 1919 en 1920 in Bo'ness gesloopt |
| U 95  | Mittel U  | 29 april 1917       | ? januari 1918            | Om onbekende redenen in de tweede helft van januari bij Hardelot gezonken (36 doden) |
| U 96  | Mittel U  | 11 april 1917       | § 20 november 1918        | Uitgeleverd aan Groot-Brittannië, tussen 1919 en 1920 in Bo'ness gesloopt |
| U 97  | Mittel U  | 16 mei 1917         | x 21 november 1918        | Bij een ongeval gezonken |
| U 98  | Mittel U  | 31 mei 1917         | § 16 januari 1919         | Uitgeleverd aan Groot-Brittannië, tussen 1919 en 1920 in Blyth gesloopt |
| U 99  | Mittel U  | 28 maart 1917       | † 7 juli 1917             | Door Britse duikboot J7 getorpedeerd (58° 0′ 0″ NB, 3° 5′ 0″ OL) (40 doden) |
| U 100 | Mittel U  | 16 april 1917       | § 27 november 1918        | Uitgeleverd aan Groot-Brittannië, 1922 in Swansea gesloopt |

## U 101 – U 167
| Boot  | Klasse   | In de vaart genomen | Uit de vaart genomen | Opmerking |
| ----- | -------- | ------------------- | -------------------- | --- |
| U 101 | Mittel U | 1 april 1917        | § 21november1918     | Uitgeleverd aan Groot-Brittannië, 1920 in Morecambe gesloopt |
| U 102 | Mittel U | 12 mei 1917         | ? 30 september 1918  | Vermoedelijke botsing met een zeemijn (42 doden) |
| U 103 | Mittel U | 9 juni 1917         | † 12 mei 1918        | Geramd door de RMS Olympic en gezonken (49° 16′ 0″ NB, 4° 51′ 0″ WL) (10 doden, onbekend aantal aan overlevenden)                                                     |
| U 104 | Mittel U | 3 juli 1917         | † 25 april 1918      | Tot zinken gebracht door de HMS Jessamine in Sint-Georgekanaal (51° 59′ 0″ NB, 6° 26′ 0″ WL) (41 doden, 1 overlevende)                                                |
| U 105 | Mittel U | 16 mei 1917         | § 20 november 1918   | Uitgeleverd aan Frankrijk, diende tot 27 januari 1937 als Jean Autric in de Franse marine, werd in 1938 gesloopt                                                      |
| U 106 | Mittel U | 12 juni 1917        | † 7 oktober 1917     | Op weg naar de thuishaven in mijnenveld bij Helgoland vernietigd (41 doden)                                                                                           |
| U 107 | Mittel U | 28 juni 1917        | § 20 november 1918   | Uitgeleverd aan Groot-Brittannië, 1922 in Swansea gesloopt |
| U 108 | Mittel U | 11 oktober 1917     | § 20 november 1918   | Uitgeleverd aan Frankrijk, diende tot 24 juli 1935 als Léon Mignot in de Franse marine                                                                                |
| U 109 | Mittel U | 25september1917     | ? 26 januari 1918    | Waarschijnlijk in de Straat van Dover (50° 53′ 0″ NB, 1° 31′ 0″ OL) door een zeemijn vernietigd en gezonken (43 doden)                                                |
| U 110 | Mittel U | 28 juli 1917        | † 15 maart 1918      | Door dieptebom zwaar beschadigd en gezonken 54° 49′ 0″ NB, 8° 6′ 0″ WL (39 doden)                                                                                     |
| U 111 | Mittel U | 30 december 1917    | § 20 november 1918   | Uitgeleverd aan de VS, tentoongesteld in New England, aansluitend bij een oefening bij Cape Charles tot zinken gebracht                                               |
| U 112 | Mittel U | 30 juni 1918        | § 22 november 1918   | Uitgeleverd, 1922 in Rochester gesloopt |
| U 113 | Mittel U | 23 februari 1918    | § 20 november 1918   | Uitgeleverd aan Frankrijk, in juli 1921 in Brest gesloopt |
| U 114 | Mittel U | 19 juni 1918        | § 26 november 1918   | Uitgeleverd aan Italië, in mei 1919 in La Spezia gesloopt |
| U 117 | UE 2     | 28 maart 1918       | § 21 november 1918   | Uitgeleverd aan de VS, langs de Atlantische kust meerdere malen bij tentoonstellingen te zien, op 21 juni 1921 in een oefening bij Cape Charles tot zinken gebracht   |
| U 118 | UE 2     | 8 mei 1918          | § 23 februari 1919   | Uitgeleverd, bij de overtocht naar Frankrijk op 15 april 1919 bij Hastings gezonken                                                                                   |
| U 119 | UE 2     | 20 juni 1918        | § 20 november 1918   | Uitgeleverd aan Frankrijk, diende tot 7 oktober 1937 als René Audry in de Franse marine                                                                               |
| U 120 | UE 2     | 31 augustus 1918    | § 22 november 1918   | Uitgeleverd aan Italië, in april 1919 in La Spezia gesloopt |
| U 121 | UE 2     |                     |                      | Naar wapenstilstand voltooid, uitgeleverd aan Frankrijk en op 1 juli 1921 bij een oefening tot zinken gebracht                                                        |
| U 122 | UE 2     | 4 mei 1918          | § 26 november 1918   | Bij overtocht gezonken |
| U 123 | UE 2     | 20 juli 1918        | § 22 november 1918   | Uitgeleverd aan Groot-Brittannië, 1921 bij overtocht naar de sloop aan de grond gelopen                                                                               |
| U 124 | UE 2     | 12 juli 1918        | § 1 december 1918    | Uitgeleverd aan Groot-Brittannië, 1922 in Swansea gesloopt |
| U 125 | UE 2     | 4 september 1918    | § 26 november 1918   | Uitgeleverd aan het Japans Keizerrijk, diende tot 1921 als O1 in de Japanse Keizerlijke Marine, 1921 in Yokosuka deels gesloopt, diende tot 1935 als hulpkruiser 2900 |
| U 126 | UE 2     | 7 oktober 1918      | § 22 november 1918   | Uitgeleverd aan Groot-Brittannië, 1923 in Upnor gesloopt |
| U 135 | Mittel U | 20 juni 1918        | § 20 november 1918   | Uitgeleverd aan Groot-Brittannië, 1921 bij overtocht naar de sloop aan de grond gelopen                                                                               |
| U 136 | Mittel U | 15 augustus 1918    | § 23 februari 1919   | Uitgeleverd aan Frankrijk, 1921 in Cherbourg gesloopt |
| U 139 | U 139    | 18 mei 1918         | § 24 november 1918   | Uitgeleverd aan Frankrijk, diende tot 22 juli 1935 als Helbronn in de Franse marine                                                                                   |
| U 140 | U 139    | 28 maart 1918       | § 23 februari 1919   | Uitgeleverd aan de VS, werd in een oefening op 22 juli 1921 door torpedobootjager Dickerson bij Cape Charles tot zinken gebracht                                      |
| U 141 | U 139    | 24 juni 1918        | § 26 november 1918   | Uitgeleverd aan Groot-Brittannië, 1923 in Upnor gesloopt |
| U 142 | U 142    | 10 november 1918    | A 10 november 1918   | Na in de vaart genomen te zijn teruggebracht naar de werf, in 1919 in Oslebshausen gesloopt                                                                           |
| U 151 | U 151    | 21 juli 1917        | §                    | Uitgeleverd aan Frankrijk, werd in een oefening op 7 juni 1921 bij Cherbourg tot zinken gebracht                                                                      |
| U 152 | U 151    | 17 augustus 1917    | § 24 november 1918   | Uitgeleverd aan Groot-Brittannië, werd op 30 juni 1921 bij het Isle of Wight tot zinken gebracht                                                                      |
| U 153 | U 151    | 17 augustus 1917    | § 24 november 1918   | Uitgeleverd aan Groot-Brittannië, werd op 30 juni 1921 bij het Isle of Wight tot zinken gebracht                                                                      |
| U 154 | U 151    | 12 december 1917    | † 11 mei 1918        | Door Britse duikboot E35 door een torpedo tot zinken gebracht (36° 51′ 0″ NB, 11° 50′ 0″ WL) (77 doden)                                                               |
| U 155 | U 151    | 19 februari 1917    | § 24 november 1918   | Uitgeleverd aan Groot-Brittannië en tentoongesteld, 1922 in Morecambe gesloopt                                                                                        |
| U 156 | U 151    | 22 augustus 1917    | ? 25 september 1918  | Vermoedelijke botsing met een zeemijn bij Noord-Engeland (77 doden)                                                                                                   |
| U 157 | U 151    | 22 september 1917   | § 11 november 1918   | In Trondheim in beslag genomen, aan Frankrijk uitgeleverd op 8 februari 1919, in juli 1921 in Brest gesloopt                                                          |
| U 160 | Mittel U | 26 mei 1918         | § 20 november 1918   | Aan Frankrijk uitgeleverd, in Cherbourg gesloopt |
| U 161 | Mittel U | 29 juni 1918        | § 20 november 1918   | Uitgeleverd aan Groot-Brittannië, 1921 op weg naar de sloop aan de grond gelopen                                                                                      |
| U 162 | Mittel U | 31 juli 1918        | § 20 november 1918   | Uitgeleverd aan Frankrijk, diende tot 27 januari 1937 als Pierre Marast in de Franse marine                                                                           |
| U 163 | Mittel U | 21 augustus 1918    | § 22 november 1918   | Uitgeleverd aan Italië, in augustus 1919 in La Spezia gesloopt |
| U 164 | Mittel U | 17 oktober 1918     | § 22 november 1918   | Uitgeleverd aan Groot-Brittannië, 1922 in Swansea gesloopt |
| U 165 | Mittel U | 6 november 1918     | x 18 november 1918   | Bij de overgave tot zinken gebracht (53° 10′ 0″ NB, 8° 53′ 0″ OL), op 21 februari 1919 gelicht en gesloopt                                                            |
| U 166 | Mittel U | 21 maart 1919       | § 21 maart 1919      | Uitgeleverd aan Frankrijk, diende tot 24 juli 1935 als Jean Roulier in de Franse marine                                                                               |
| U 167 | Mittel U | 18 april 1919       | § 18 april 1919      | Uitgeleverd aan Groot-Brittannië, 1921 in Grays gesloopt |

## UA
| Boot | Klasse | In de vaart genomen | Uit de vaart genomen | Opmerking                                                         |
| ---- | ------ | ------------------- | -------------------- | ----------------------------------------------------------------- |
| UA   | UA     | 14 augustus 1914    | § 24 november 1918   | Uitgeleverd aan Frankrijk, tussen 1920 en 1921 in Toulon gesloopt |

## UB 1 – UB 100
Bij de kust opererende U-boten
| Boot   | Klasse | In de vaart genomen | Uit de vaart genomen | Opmerking |
| ------ | ------ | ------------------- | -------------------- | --- |
| UB 1   | UB I   | 29 januari 1915     | † 9 juli 1918        | Botsing met een zeemijn bij Caorle, op 25 juli 1918 gelicht, later uitgeleverd aan Italië, 1920 gesloopt |
| UB 2   | UB I   | 10 februari 1915    | A 19 februari 1919   | Op 3 februari 1920 in Stinnes gesloopt |
| UB 3   | UB I   | 14 maart 1915       | ? 23 mei 1915        | Vermist in de Egeïsche Zee (14 doden) |
| UB 4   | UB I   | 23 maart 1915       | † 15 augustus 1915   | Bij Yarmouth (52° 46′ 0″ NB, 2° 10′ 0″ OL) door Q-ship Inverlyon tot zinken gebracht (15 doden) |
| UB 5   | UB I   | 25 maart 1915       | A 19 februari 1919   | 1919 in Lübeck gesloopt |
| UB 6   | UB I   | 8 april 1915        | x 18 maart 1917      | Liep op 12 maart 1917 aan de grond, werd in Hellevoetsluis in beslag genomen en zonk daar, het wrak werd in 1919 aan Frankrijk uitgeleverd en in juli 1921 in Brest gesloopt |
| UB 7   | UB I   | 6 mei 1915          | ? 27 september 1916  | Door onbekende oorzaak in de Zwarte Zee gezonken (15 doden) |
| UB 8   | UB I   | 23 april 1915       | § 25 februari 1919   | Uitgeleverd aan Frankrijk, in augustus 1921 in Bizerte gesloopt |
| UB 9   | UB I   | 18 februari 1915    | A 19 februari 1919   | 1919 in Lübeck gesloopt |
| UB 10  | UB I   | 15 maart 1915       | x 5 oktober 1918     | Bij de evacuatie van België bij Vlaanderen (51° 21′ 0″ NB, 3° 12′ 0″ OL) tot zinken gebracht |
| UB 11  | UB I   | 4 maart 1915        | A 19 februari 1919   | Op 3 februari 1920 in Stinnes gesloopt |
| UB 12  | UB I   | 29 maart 1915       | ? augustus 1918      | Door onbekende oorzaak tussen 19 augustus en 24 augustus 1918 in de Noordzee gezonken (19 doden) |
| UB 13  | UB I   | 6 april 1915        | † 24 april 1916      | Door een mijnennet voor de Belgische kust (51° 33′ 0″ NB, 2° 52′ 0″ OL) gezonken (17 doden) |
| UB 14  | UB I   | 25 maart 1915       | § 25 november 1918   | In Sebastopol ontwapend, 1920 gesloopt |
| UB 15  | UB I   | 11 april 1915       | §                    | 1919 in Pula gesloopt |
| UB 16  | UB I   | 12 mei 1915         | † 10 mei 1918        | Door Britse duikboot E34 getorpedeerd (52° 6′ 0″ NB, 2° 1′ 0″ OL) (15 doden, 1 overlevende) |
| UB 17  | UB I   | 4 mei 1915          | ? 15 maart 1918      | Sinds 15 maart 1918 vermist (21 doden) |
| UB 18  | UB II  | 10 december 1915    | † 9 december 1917    | In het Engelse Kanaal (49° 17′ 0″ NB, 5° 47′ 0″ WL) door de vissersboot Ben Lawer geramd en tot zinken gebracht (24 doden) |
| UB 19  | UB II  | 16 december 1915    | † 30 november 1916   | Door het Q-ship Penshurst tot zinken gebracht (49° 56′ 0″ NB, 2° 45′ 0″ WL) (8 doden, 16 overlevenden) |
| UB 20  | UB II  | 8 februari 1916     | † 28 juli 1917       | Botsing met een zeemijn (51° 21′ 0″ NB, 2° 38′ 0″ OL) (13 doden) |
| UB 21  | UB II  | 18 februari 1916    | § 24 november 1918   | Uitgeleverd aan Groot-Brittannië, 1920 op weg naar de sloop gezonken |
| UB 22  | UB II  | 1 maart 1916        | † 19 januari 1918    | Botsing met een mijn bij Helgoland (54° 27′ 0″ NB, 6° 35′ 0″ OL) (22 doden) |
| UB 23  | UB II  | 11 maart 1916       | § 29 juli 1917       | Na zware beschadiging door PC60 in La Coruña in beslag genomen |
| UB 24  | UB II  | 18 november 1915    | § 24 november 1918   | Uitgeleverd aan Frankrijk, in juli 1921 in Brest gesloopt |
| UB 25  | UB II  | 11 december 1915    | § 26 november 1918   | Uitgeleverd aan Groot-Brittannië, 1922 in Canning Town gesloopt |
| UB 26  | UB II  | 27 december 1915    | † 5 april 1916       | Werd gevangen in een net van de Franse torpedobootjagers Trombe, dook op en werd aansluitend tot zinken gebracht (21 overlevenden), later door de Franse marine gelicht, gerepareerd en op 3 augustus 1916 als Roland Morillot in dienst genomen                                                                                        |
| UB 27  | UB II  | 23 februari 1916    | † 29 juli 1917       | Bij De Hoofden zuidelijk van Lowestoft door de HMS Halcyon geramd (22 doden) |
| UB 28  | UB II  | 7 januari 1916      | § 24 november 1918   | Uitgeleverd aan Groot-Brittannië, 1919 in Bo'ness gesloopt |
| UB 29  | UB II  | 18 januari 1916     | † 18 december 1916   | Mogelijk in het Engelse Kanaal zuidoostelijk van de Goodwin Sands (51° 9′ 0″ NB, 1° 46′ 0″ OL) door HMS Landrail tot zinken gebracht (22 doden). Het wrak van deze U-boot werd in 2017 voor de kust van Oostende teruggevonden. |
| UB 30  | UB II  | 16 maart 1916       | † 13 augustus 1918   | In de zuidelijke Noordzee (54° 32′ 0″ NB, 0° 36′ 0″ OL) door het Britse vissersschip tot zinken gebracht (26 doden) |
| UB 31  | UB II  | 24 maart 1916       | † 2 mei 1918         | Botsing met een zeemijn (51° 1′ 0″ NB, 1° 16′ 0″ OL) (26 doden) |
| UB 32  | UB II  | 10 april 1916       | ? 22 september 1917  | Vermoedelijk na bombardement door een Brits vliegtuig gezonken (51° 45′ 0″ NB, 2° 5′ 0″ OL) (23 doden) |
| UB 33  | UB II  | 20 april 1916       | † 11 april 1918      | Botsing met een zeemijn (50° 55′ 0″ NB, 1° 17′ 0″ OL) (28 doden) |
| UB 34  | UB II  | 17 mei 1916         | § 26 november 1918   | Uitgeleverd aan Groot-Brittannië, 1922 te Canning Town gesloopt |
| UB 35  | UB II  | 17 april 1916       | † 26 januari 1918    | Door de HMS Leven tot zinken gebracht (51° 3′ 0″ NB, 1° 46′ 0″ OL) (26 doden, 2 overlevenden) |
| UB 36  | UB II  | 22 mei 1916         | † 21 mei 1917        | Door Franse stoomboot Molière geramd (48° 42′ 0″ NB, 5° 14′ 0″ WL) (23 doden) |
| UB 37  | UB II  | 10 juni 1916        | † 14 januari 1917    | Door Q-ship Penshurst tot zinken gebracht (50° 7′ 0″ NB, 1° 47′ 0″ WL) (21 doden) |
| UB 38  | UB II  | 18 juli 1916        | † 8 februari 1918    | Op de vlucht voor een torpedobootjager in een mijnenveld (50° 56′ 0″ NB, 1° 25′ 0″ OL) geraakt en ontploft (27 doden) |
| UB 39  | UB II  | 28 april 1916       | ? april 1917         | Op 23 april of 24 april 1917 gezonken (24 doden) |
| UB 40  | UB II  | 18 augustus 1916    | x 5 oktober 1918     | Bij het terugtocht uit België bij Oostende (51° 13′ 0″ NB, 2° 56′ 0″ OL) zelf tot zinken gebracht. |
| UB 41  | UB II  | 25 augustus 1916    | † 5 oktober 1917     | Botsing met een zeemijn noordelijk van Scarborough (24 doden) |
| UB 42  | UB II  | 23 maart 1916       | § 16 november 1918   | Uitgeleverd aan Groot-Brittannië, 1920 op Malta gesloopt |
| UB 43  | UB II  | 24 april 1916       | § 6 november 1918    | Vanaf augustus 1917 U 43 van de Kaiserliche und Königliche Kriegsmarine; in beslag genomen in Cattaro, uitgeleverd aan Italië, 1919 in Venetië gesloopt |
| UB 44  | UB II  | 11 mei 1916         | ? 4 augustus 1916    | Op of na 4 augustus 1916 in de Egeïsche Zee vermist (24 doden) |
| UB 45  | UB II  | 26 mei 1916         | † 6 november 1916    | Bij Varna (43° 12′ 0″ NB, 28° 9′ 0″ OL) in botsing met een zeemijn (15 doden, 5 overlevenden) |
| UB 46  | UB II  | 12 juni 1916        | † 7 december 1916    | In de Bosporus (41° 26′ 0″ NB, 28° 35′ 0″ OL) in botsing met een zeemijn (20 doden) |
| UB 47  | UB II  | 4 juli 1916         | § 1919               | Vanaf augustus 1917 U 47 van de Kaiserliche und Königliche Kriegsmarine; in beslag genomen in Cattaro, uitgeleverd aan Frankrijk, 1920 gesloopt |
| UB 48  | UB III | 11 juni 1917        | x 28 oktober 1918    | Bij de capitulatie van Oostenrijk-Hongarije bij Pula (44° 52′ 0″ NB, 13° 50′ 0″ OL) zelf tot zinken gebracht |
| UB 49  | UB III | 28 juni 1917        | § 16 januari 1919    | Uitgeleverd aan Groot-Brittannië, 1922 in Swansea gesloopt |
| UB 50  | UB III | 12 juli 1917        | § 16 januari 1919    | Uitgeleverd aan Groot-Brittannië, 1922 in Swansea gesloopt |
| UB 51  | UB III | 26 juli 1917        | § 16 januari 1919    | Uitgeleverd aan Groot-Brittannië, 1922 in Swansea gesloopt |
| UB 52  | UB III | 9 augustus 1917     | † 23 mei 1918        | Door Britse duikboot H4 getorpedeerd (41° 36′ 0″ NB, 18° 52′ 0″ OL) (32 doden, 2 overlevenden) |
| UB 53  | UB III | 21 augustus 1917    | † 3 augustus 1918    | Botsing met twee zeemijnen (39° 40′ 0″ NB, 18° 40′ 0″ OL) (10 doden, onbekend aantal overlevenden) |
| UB 54  | UB III | 12 juni 1917        | ? 1 maart 1918       | Op 1 maart 1918 bij een patrouille vermist |
| UB 55  | UB III | 1 juli 1917         | † 22 april 1918      | Botsing met een zeemijn (51° 1′ 0″ NB, 1° 20′ 0″ OL) (23 doden, 6 overlevenden) |
| UB 56  | UB III | 19 juli 1917        | † 19 december 1917   | Botsing met een zeemijn (50° 58′ 0″ NB, 1° 21′ 0″ OL) (37 doden) |
| UB 57  | UB III | 30 juli 1917        | † 14 augustus 1918   | Botsing met een zeemijn bij de Vlaamse kust bij 51° 56′ 0″ NB, 2° 2′ 0″ OL (34 doden) |
| UB 58  | UB III | 10 augustus 1917    | † 10 maart 1918      | Botsing met een zeemijn (51° 0′ 0″ NB, 1° 19′ 0″ OL) (35 doden) |
| UB 59  | UB III | 25 augustus 1917    | x 5 oktober 1918     | Tijdens de evacuatie van België bij Zeebrugge zelf tot zinken gebracht (51° 19′ 0″ NB, 3° 12′ 0″ OL) |
| UB 60  | UB III | 6 juni 1917         | § 26 november 1918   | Uitgeleverd aan Groot-Brittannië, in 1921 gesloopt |
| UB 61  | UB III | 23 juni 1917        | † 29 november 1917   | Op zeemijn gelopen gelegd door Britse onderzeeboot E 51 op plaats (53° 25′ 0″ NB, 4° 58′ 0″ OL), 34 doden |
| UB 62  | UB III | 9 juli 1917         | § 21 november 1918   | Uitgeleverd aan het Verenigd Koninkrijk, in 1922 te Swansea gesloopt |
| UB 63  | UB III | 23 juli 1917        | † 28 januari 1918    | In de Firth of Forth door dieptebommen van de Britse visserschepen Cormorant IV en Young Fred tot zinken gebracht, 33 doden |
| UB 64  | UB III | 5 augustus 1917     | § 21 november 1918   | Uitgeleverd aan het Verenigd Koninkrijk, in 1921 te Fareham gesloopt |
| UB 65  | UB III | 18 augustus 1917    | × 10 juli 1918       | De in Sint-Georgekanaal (51° 7′ 0″ NB, 9° 42′ 0″ WL) op de Amerikaanse duikboot L 2 gelanceerde torpedo explodeerde door een defect na het verlaten van de torpedobuis en vernietigde de eigen boot (27 doden, total loss) |
| UB 66  | UB III | 1 augustus 1917     | ? 18 januari 1918    | Vermist in oostelijk deel van de Middellandse Zee, 30 vermisten |
| UB 67  | UB III | 23 augustus 1917    | § 24 november 1918   | Uitgeleverd aan het Verenigd Koninkrijk, in 1922 te Swansea gesloopt |
| UB 68  | UB III | 4 juli 1917         | †4 oktober 1918      | In Middellandse Zee oostelijk van Malta (35° 56′ 0″ NB, 16° 20′ 0″ OL) door geschutsvuur van de aangevallen escorte beschadigd, na de laatste duik was duiken niet meer mogelijk door gebrek aan perslucht. De boot werd door bevelhebber Karl Dönitz opgegeven en door vijandelijk vuur tot zinken gebracht (1 dode, 33 overlevenden). |
| UB 69  | UB III | 12 december 1917    | † 9 januari 1918     | In de Middellandse Zee op plaats 37° 30′ 0″ NB, 10° 38′ 0″ OL vernietigd door dieptebommen van de Britse Sloop Cyclamen, 31 doden |
| UB 70  | UB III | 29 oktober 1917     | ? 5 mei 1918         | Onderweg naar Kotor vermist |
| UB 71  | UB III | 23 november 1917    | † 21 april 1918      | In de Middellandse Zee op plaats 35° 58′ 0″ NB, 5° 18′ 0″ OL door dieptebommen van de Motorboot ML 413 tot zinken gebracht, 32 doden |
| UB 72  | UB III | 9 november 1917     | † 12 mei 1918        | In Het Kanaal op plaats 50° 8′ 0″ NB, 2° 14′ 0″ WL door Britse onderzeeboot D 4 getorpedeerd, 34 doden |
| UB 73  | UB III | 2 oktober 1917      | § 21 november 1918   | Uitgeleverd aan Frankrijk, in juli 1921 te Brest gesloopt |
| UB 74  | UB III | 24 oktober 1917     | † 26 mei 1918        | Voor de Belgische Kust op plaats 50° 32′ 0″ NB, 2° 32′ 0″ WL door dieptebommen van de Britse patrouilleboot Lorna tot zinken gebracht, 35 doden |
| UB 75  | UB III | 11 september 1917   | ? 10 december 1917   | vermoedelijk op een zeemijn gelopen op plaats 54° 5′ 0″ NB, 0° 10′ 0″ OL, 34 doden |
| UB 76  | UB III | 23 september 1917   | § 12 februari 1919   | Uitgeleverd aan het Vereinigd Koninkrijk, in 1922 te Rochester gesloopt |
| UB 77  | UB III | 2 oktober 1917      | § 16 januari 1919    | Na de wapenstilstand aan het Verenigd Koninkrijk overgedragen en in 1922 te Swansea gesloopt. |
| UB 78  | UB III | 20 oktober 1917     | † 19 april 1918      | Voor Dover op een zeemijn gelopen op plaats 51° 1′ 0″ NB, 1° 17′ 0″ OL, 35 doden |
| UB 79  | UB III | 27 oktober 1917     | § 26 november 1918   | Uitgeleverd aan het Verenigd Koninkrijk, in 1922 te Swansea gesloopt |
| UB 80  | UB III | 14 februari 1918    | § 26 november 1918   | Uitgeleverd aan Italië, in mei 1919 te La Spezia gesloopt |
| UB 81  | UB III | 18 september 1917   | † 2 december 1917    | Op zeemijn gelopen op plaats (50° 27′ 0″ NB, 0° 53′ 0″ WL, 29 doden |
| UB 82  | UB III | 2 oktober 1917      | † 17 april 1918      | In de Ierse Zee op plaats (55° 13′ 0″ NB, 5° 55′ 0″ WL door dieptebommen en geschut van de Britse visserschepen Pilotme en Young Fred tot zinken gebracht, 32 doden |
| UB 83  | UB III | 15 oktober 1917     | †10 september 1918   | Bij de Orkneyeilanden (58° 28′ 0″ NB, 1° 50′ 0″ WL) Door Britse torpedobootjager HMS Ophelia met dieptebommen tot zinken gebracht (37 doden, total loss) |
| UB 84  | UB III | 31 oktober 1917     | x 7 december 1917    | gezonken bij Oostende, 4 doden, geborgen door Vulkan, op 26 november 2018 aan Frankrijk uitgeleverd en in 1921 te Brest gesloopt. Op het Nordfriedhof (Kiel) staat een gedenkzuil. |
| UB 85  | UB III | 24 november 1917    | + 30 april 1918      | in de Ierse Zee door de Coreopsis tot zinken gebracht |
| UB 86  | UB III | 10 november 1917    | § 24 november 1918   | Bij overdracht naar Groot-Brittannië te Falmouth gestrand en in 1921 daar gesloopt |
| UB 87  | UB III | 27 december 1917    | § 20 november 1918   | Uitgeleverd aan Frankrijk, in juli 1921 te Brest gesloopt |
| UB 88  | UB III | 26 januari 1918     | A 26 november 1918   | Te Harwich aan de ketting gelegd, aan de Verenigde Staten overgedragen, op 3 januari 1921 tot zinken gebracht bij San Pedro (Los Angeles) |
| UB 89  | UB III | 25 februari 1918    | § 30 oktober 1918    | Op 21 oktober 1918 te Kiel gezonken na botsing met de lichte kruiser Frankfurt, op 30 oktober 1918 door Cyclop geborgen, uitgeleverd naar Engeland maar op 7 maart 1919 afgedreven, naar IJmuiden gesleept en in 1920 te Dordrecht gesloopt                                                                                             |
| UB 90  | UB III | 21 maart 1918       | † 16 oktober 1918    | In Skagerrak (57° 55′ 0″ NB, 10° 27′ 0″ OL) Door Britse duikboot L 12 met torpedo’s tot zinken gebracht (38 doden, total loss) |
| UB 91  | UB III | 11 april 1918       | § 21 november 1918   | Uitgeleverd aan het Verenigd Koninkrijk, in 1921 te Briton Ferry gesloopt |
| UB 92  | UB III | 27 april 1918       | § 21 november 1918   | Uitgeleverd aan het Verenigd Koninkrijk, tussen 1919 en 1920 te Bo’ness gesloopt |
| UB 93  | UB III | 15 mei 1918         | § 21 november 1918   | Uitgeleverd aan het Verenigd Koninkrijk, in 1922 te Rochester gesloopt |
| UB 94  | UB III | 1 juni 1918         | § 22 november 1918   | Uitgeleverd aan Frankrijk, diende als Trinité Schillemans bij de Franse Marine, in 1935 gesloopt |
| UB 95  | UB III | 20 juni 1918        | § 21 november 1918   | Uitgeleverd aan Italië, in augustus 1919 te La Spezia gesloopt |
| UB 96  | UB III | 2 juli 1918         | § 21 november 1918   | Overgeleverd aan het Verenigd Koninkrijk, tussen 1919 en 1920 te Bo’ness gesloopt |
| UB 97  | UB III | 26 juli 1918        | § 21 november 1918   | Bij overlevering naar Groot-Brittanië bij Falmouth gestrand en in 1921 daar gesloopt |
| UB 98  | UB III | 8 augustus 1918     | § 21 november 1918   | Overgedragen aan het Verenigd Koninkrijk, in 1922 te Porthmadog gesloopt |
| UB 99  | UB III | 4 september 1918    | § 26 november 1918   | Overgedragen aan Frankrijk, diente als Carissan bij de Franse Marine tot sloop in 1935 |
| UB 100 | UB III | 17 september 1918   | § 22 oktober 1918    | Overgedragen aan het Verenigd Koninkrijk, in 1922 te Dordrecht gesloopt |

## UB 101 – UB 155
| Boot   | Klasse | In de vaart genomen | Uit de vaart genomen | Opmerking |  |
| ------ | ------ | ------------------- | -------------------- | --- |  |
| UB 101 | UB III | 30 oktober 1918     | § 26 november 1918   | Uitgeleverd aan het Verenigd Koninkrijk, tussen 1919 en 1920 te Felixstowe gesloopt |  |
| UB 102 | UB III | 17 oktober 1918     | § 22 november 1918   | Uitgeleverd aan Italië, in juli 1919 te La Spezia gesloopt |  |
| UB 103 | UB III | 5 december 1917     | † 14 augustus 1918   | Op een zeemijn gelopen voor de Belgische Kust, 37 doden |  |
| UB 104 | UB III | 15 maart 1918       | ? 21 september 1918  | In de Noordzee vermist, mogelijk op een zeemijn gelopen, 36 vermisten |  |
| UB 105 | UB III | 5 januari 1918      | § 16 januari 1919    | Uitgeleverd aan het Verenigd Koninkrijk, in 1922 te Felixstowe gesloopt |  |
| UB 106 | UB III | 7 februari 1918     | § 26 november 1918   | Gezonken bij duikongeval op 15 maart 1918 in de Oostzee, op 18 maart 1918 door Vulkan geborgen, op 26 november 1918 aan het Verenigd Koninkrijk uitgeleverd, gestrand bij Falmouth en daar in 1921 gesloopt                                                        |  |
| UB 107 | UB III | 16 februari 1918    | ? 28 juli 1918       | Tussen 28 juli en 3 augustus 1918 bij Flamborough Head 54° 8′ 0″ NB, 0° 0′ 0″ OL gezonken, vermoedelijk door een zeemijn, 38 doden |  |
| UB 108 | UB III | 1 maart 1918        | ? juli 1918          | UC 77 of UB 108, liep op 14 juli 1918 op mijnenveld bij Dover, of werd op 10 juli 1918 door 2 patrouilleboten tussen Folkestone en de Varne Bank tot zinken gebracht, total loss.                                                                                  |  |
| UB 109 | UB III | 31 december 1917    | † 29 augustus 1918   | Op een zeemijn gelopen bij Dover 51° 3′ 0″ NB, 1° 44′ 0″ OL, 28 doden, 8 overlevenden |  |
| UB 110 | UB III | 23 maart 1918       | + 18 juli 1918       | Door de Britse torpedobootjager Garry geramd voor de Oostkust van Engeland. Later geborgen en verschroot. |  |
| UB 111 | UB III | 5 april 1918        | § 21 november 1918   | Uitgeleverd aan het Verenigd Koninkrijk, tussen 1919 en 1920 te Bo’ness gesloopt |  |
| UB 112 | UB III | 16 april 1918       | § 26 november 1918   | Bij overdracht naar Groot-Brittanië bij Falmouth gestrand en daar in 1921 gesloopt |  |
| UB 113 | UB III | 25 april 1918       | ? 14 september 1918  | In Het Kanaal vermist, 39 vermisten |  |
| UB 114 | UB III | 4 mei 1918          | § 26 november 1918   | Op 13 mei 1918 gezonken in de haven van Kiel, geborgen, op 26 november 1918 uitgeleverd aan Frankrijk, gebruikt voor ontploffingsproeven onder water, in juli 1921 te Toulon gesloopt                                                                              |  |
| UB 115 | UB III | 28 mei 1918         | † 29. September 1918 | In de Noordzee 55° 14′ N, 1° 22′ W door de Britse torpedobootjagers Ouse en Star en 3 visserschepen met dieptebommen en het luchtschip R 29 met bommen tot zinken gebracht, 39 doden                                                                               |  |
| UB 116 | UB III | 24 mei 1918         | † 28 oktober 1918    | Trachtte Scapa Flow binnen te dringen maar werd in Hoxa Sound ontdekt en met op afstand tot ontploffing gebrachte zeemijnen en dieptebommen tot zinken gebracht, 36 doden                                                                                          |  |
| UB 117 | UB III | 6 juni 1918         | § 26 november 1918   | Uitgeleverd aan het Verenigd Koninkrijk, tussen 1919 en 1920 te Felixstowe gesloopt |  |
| UB 118 | UB III | 22 januari 1918     | A 15 april 1919      | Na de wapenstilstand toegewezen aan Frankrijk, maar gestrand bij Hastings tijdens overbrenging van Harwich naar Cherbourg |  |
| UB 119 | UB III | 9 februari 1918     | † 5 mei 1918         | Tussen Rathlin Island en de Ierse kust 55° 16′ 0″ NB, 6° 24′ 0″ WL door het stoomschip Green Island geramd, 34 doden |  |
| UB 120 | UB III | 23 maart 1918       | § 24 november 1918   | Uitgeleverd aan het Verenigd Koninkrijk, in 1922 te Swansea gesloopt |  |
| UB 121 | UB III | 10 februari 1918    | § 20 november 1918   | Uitgeleverd aan Frankrijk, gebruikt voor ontploffingsproeven onder water, in juli 1921 te Toulon gesloopt |  |
| UB 122 | UB III | 4 maart 1918        | A 4 oktober 1918     | Aan het Verenigd Koninkrijk toegewezen, maar in 1921 gestrand in de monding van de Medway op weg naar sloop. |  |
| UB 123 | UB III | 6 april 1918        | ? 19 oktober 1918    | Wellicht op een zeemijn gelopen, 36 vermisten |  |
| UB 124 | UB III | 22 april 1918       | † 20 juli 1918       | Had in de Ierse Zee de Justicia van 32.234 registerton getorpedeerd, maar werd dan door de Britse torpedobootjagers HMS Marne, HMS Milbrook en HMS Pigeon met kanonschoten en dieptebommen tot zinken gebracht, 2 doden, 32 overlevenden                           |  |
| U 125  | UB III | 18 mei 1918         | A 20 november 1918   | Uitgeleverd aan het Japanse Keizerrijk als O 6 en in 1921 te Kure gesloopt |  |
| UB 126 | UB III | 20 april 1918       | § 26 november 1918   | Uitgeleverd aan Frankrijk, gebruikt bij ontploffingsproeven onder water, in juli 1921 te Toulon gesloopt |  |
| UB 127 | UB III | 1 juni 1918         | ? 9 september 1918   | Vermoedelijk tussen 9 en 30 september 1918 op een zeemijn gelopen ten zuiden van Fair Isle, 34 doden |  |
| UB 128 | UB III | 11 mei 1918         | A 3 december 1918    | Overgedragen aan het Verenigd Koninkrijk en in 1921 te Falmouth gesloopt |  |
| UB 129 | UB III | 11 juni 1918        | x 30 oktober 1918    | Zelf tot zinken gebracht bij de overgave te Fiume 45° 19′ 0″ NB, 14° 26′ 0″ OL |  |
| UB 130 | UB III | 28 juni 1918        | § 26 november 1918   | Uitgeleverd aan Frankrijk, gebruikt voor ontploffingsproeven onder water, in juli 1921 te Toulon gesloopt |  |
| UB 131 | UB III | 4 juli 1918         | § 24 november 1918   | Tijdens de overbrenging naar Groot-Brittanië bij Hastings gestrand en daar in 1921 gesloopt |  |
| UB 132 | UB III | 25 juli 1918        | § 21 november 1918   | Uitgeleverd aan het Verenigd Koninkrijk, in 1921 te Swansea gesloopt |  |
| UB 133 | UB III |                     |                      | |  |
| UB 134 | UB III |                     |                      | |  |
| UB 135 | UB III |                     |                      | |  |
| UB 136 | UB III |                     |                      | |  |
| UB 137 | UB III |                     |                      | |  |
| UB 138 | UB III |                     |                      | |  |
| UB 139 | UB III |                     |                      | |  |
| UB 140 | UB III |                     |                      | |  |
| UB 141 | UB III |                     |                      | |  |
| UB 142 | UB III | 31 augustus 1918    | § 22 november 1918   | Uitgeleverd aan Frankrijk, in juli 1921 te Landerneau gesloopt |  |
| UB 143 | UB III | 3 oktober 1918      | § 13 november 1918   | Te Karlskrona (Zweden) geïnterneerd, op 26 november 1918 aan het Japanse Keizerrijk uitgeleverd, van 1920 tot 1921 als Maru 7 (Japans: ○七潜水艦, maru nana sensuikan) in dienst bij de Japanse Keizerlijke Marine, in juni 1921 te Yokosuka gedeeltelijk gesloopt |  |
| UB 144 | UB III | 27 maart 1919       | § 27 maart 1919      | Uitgeleverd aan het Verenigd Koninkrijk, in 1922 te Rochester gesloopt |  |
| UB 145 | UB III | 27 maart 1919       | § 27 maart 1919      | Uitgeleverd aan het Verenigd Koninkrijk, in 1922 te Rochester gesloopt |  |
| UB 146 | UB III |                     |                      | |  |
| UB 147 | UB III |                     |                      | |  |
| UB 148 | UB III | 19 september 1918   | § 13 november 1918   | Geïnterneerd te Karlskrona (Zweden), op 26 november 1918 uitgeleverd aan de Verenigde Staten, door de torpedobootjager Sicard als oefening met kanonschoten tot zinken gebracht                                                                                    |  |
| UB 149 | UB III | 22 oktober 1918     | § 22 november 1918   | Uitgeleverd aan het Verenigd Koninkrijk, in 1922 te Swansea gesloopt |  |
| UB 150 | UB III | 27 maart 1919       | § 20 april 1919      | Casco drijvend uitgeleverd aan het Verenigd Koninkrijk, in 1922 te Rochester gesloopt |  |
| UB 151 | UB III |                     |                      | |  |
| UB 152 | UB III |                     |                      | |  |
| UB 153 | UB III |                     |                      | |  |
| UB 154 | UB III | 9 maart 1919        | § 9 maart 1919       | Uitgeleverd aan Frankrijk, in juli 1921 te Brest gesloopt |  |
| UB 155 | UB III | 9 maart 1919        | § 9 maart 1919       | Uitgeleverd aan Frankrijk, diende als Jean Corre bij de Franse Marine, in 1936 gesloopt |  |

## UC
Mijnenlegger U-boten.
| Boot   | Klasse | In de vaart genomen | Uit de vaart genomen | Opmerking |
| ------ | ------ | ------------------- | -------------------- | --- |
| UC 1   | UC I   | 5 juli 1915         | ?19 juli1917         | Liep met grote waarschijnlijkheid op een zeemijn, van het kort daarvoor verlegde Britse mijnenveld bij Nieuwpoort. |
| UC 2   | UC I   | 17 mei 1915         | × 30 juni 1915       | Door eigen zeemijn, tijdens het verleggen van zeemijnen bij Yarmouth 52° 28′ 0″ NB, 1° 48′ 0″ OL, total loss |
| UC 3   | UC I   | 1 juni 1915         | ? 27 mei 1916        | Tijdens het verleggen van zeemijnen bij Zeebrugge verloren gegaan 51° 35′ 0″ NB, 3° 8′ 0″ OL (mijn of duikongeval), total loss. |
| UC 4   | UC I   | 10 juni 1915        | ×5 oktober 1918      | Tijdens de evacuatie België bij Vlaanderen 51° 22′ 0″ NB, 3° 12′ 0″ OL zelf tot zinken gebracht. |
| UC 5   | UC I   | 19 juni 1915        | § 27 april 1916      | Liep bij Shipwash Shoal op een zandbank 51° 58′ 0″ NB, 1° 38′ 0″ OL, zelf tot zinken brengen was niet mogelijk, de U-boot werd door de Britten geborgen en als reclame voor oorlogsleningen gebruikt (15 overlevenden).                                                                                               |
| UC 6   | UC I   | 24 juni 1915        | †27september1917     | Bij North Foreland 51° 30′ 0″ NB, 0° 34′ 0″ OL vonden in een Brits mijnenveld 8 explosies plaats, precies daar zou de boot zelf een mijnenveld neerleggen, total loss. |
| UC 7   | UC I   | 9 juli 1915         | ? 5 juli 1916        | Vermoedelijk in Britse mijnenveld bij Zeebrugge 51° 22′ 0″ NB, 1° 35′ 0″ OL op een zeemijn gelopen, een duikongeval kan echter niet uitgesloten worden, total loss. |
| UC 8   | UC I   | 5 juli 1915         | × 4 november 1915    | Bij de Nederlandse kust 52° 23′ 0″ NB, 5° 5′ 0″ OL aan de grond gelopen, bemanning in Nieuwediep en Alkmaar gevangen gezet. |
| UC 9   | UC I   | 15 juli 1915        | ? 20 oktober 1915    | Bij het mijnenleggen bij het Long-Sands-lichtschip 51° 47′ 0″ NB, 1° 37′ 0″ WL vermoedelijk door eigen zeemijn tot zinken gebracht, total loss. De lijken van de ingenieur die de leiding had spoelde bij Long Sands aan.                                                                                             |
| UC 10  | UC I   | 17 juli 1915        | †21augustus1916      | Bij de Schouwenbank 52° 2′ 0″ NB, 3° 54′ 0″ OL door torpedo van de Britse duikboot E 54 tot zinken gebracht, total loss. |
| UC 11  | UC II  | 23 april 1915       | † 26 juni 1918       | Liep in de Straat van Dover 51° 23′ 0″ NB, 3° 11′ 0″ OL op een zeemijn (de overlevende commandant vermoedde een Duitse zeemijn, die de U 11 eerder verlegd had). De commandant overleefde, de 18 overige bemanningsleden stierven.                                                                                    |
| UC 12  | UC II  | 2 mei 1915          | × 16 maart 1916      | Tijdens het mijnenleggen in de haven van Tarente 51° 23′ 0″ NB, 3° 11′ 0″ OL door eigen zeemijn tot zinken gebracht, total loss. Op dat moment was Duitsland nog niet in oorlog met Italië, maar er bevond zich een Oostenrijkse officier aan boord die de meerdere was.                                              |
| UC 13  | UC II  | 15 mei 1915         | × 29 november 1915   | Liep als gevolg van een defect kompas aan de grond waarna het oostelijk van de Bosporus 41° 9′ 0″ NB, 30° 30′ 0″ OL zonk (geen doden). |
| UC 14  | UC II  | 5 juni 1915         | † 3 oktober 1917     | Liep bij Zeebrugge 51° 19′ 0″ NB, 2° 43′ 0″ OL op zeemijn, total loss. |
| UC 15  | UC II  | 28 juni 1915        | ?30 november 1916    | Tijdens mijnenleggen in de Donaumonding bij Sulina spoorloos verdwenen. |
| UC 16  | UC II  | 26 juni 1915        | ? (4.) oktober 1917  | Liep vermoedelijk bij Zeebrugge op een zeemijn. Het lijk van een bemanningslid spoelde op 26 oktober bij Noordwijk aan land, total loss. |
| UC 17  | UC II  | 21 juli 1916        | § 26 november 1918   | Veroverd door Engeland, in Preston tussen 1919 en 1920 gesloopt. |
| UC 18  | UC II  | 15 augustus 1916    | † 19 februari 1917   | In het Engelse Kanaal 49° 15′ 0″ NB, 2° 34′ 0″ WL, door artillerie van het door de UC 18 getorpedeerde Q-ship Lady Olive tot zinken gebracht, total loss. |
| UC 19  | UC II  | 22 augustus 1916    | †6 december 1916     | Bij Ierse zuidkust 49° 41′ 0″ NB, 6° 31′ 0″ WL, door de HMS Ariel tot zinken gebracht, total loss. |
| UC 20  | UC II  | 7 september 1916    | § 16 januari 1919    | Veroverd door Engeland, en in Preston tussen 1919 en 1920 gesloopt. |
| UC 21  | UC II  | 12september1916     | ? 30 september 1917  | Werd in het Engelse Kanaal vermist. |
| UC 22  | UC II  | 30 juni 1916        | § 3 februari 1919    | Veroverd door Frankrijk, in juli 1921 in Landerneau gesloopt. |
| UC 23  | UC II  | 17 juli 1916        | § 25 november 1918   | In Sebastopol veroverd, aan Frankrijk verkocht, in Bizerte in augustus 1921 gesloopt. |
| UC 24  | UC II  | 15 augustus 1916    | † 24 mei 1917        | Bij Bocce di Cattaro 42° 6′ 0″ NB, 18° 9′ 0″ OL door torpedo van Franse duikboot Circe tot zinken gebracht, total loss. |
| UC 25  | UC II  | 28 juni 1916        | § 28 oktober 1918    | Door Oostenrijk-Hongarije in Pula overgenomen, en als U 89 in de Kaiserliche und Königliche Kriegsmarine in dienst genomen. |
| UC 26  | UC II  | 18 juli 1917        | † 8 mei 1917         | Bij Calais 51° 3′ 0″ NB, 1° 40′ 0″ OL, door ramming van HMS Milne tot zinken gebracht (24 doden, 2 overlevenden). |
| UC 27  | UC II  | 25 juli 1916        | § 3 februari 1919    | Aan Frankrijk uitgeleverd, in juli 1921 in Landerneau gesloopt. |
| UC 28  | UC II  | 6 augustus 1916     | § 12 februari 1919   | Aan Frankrijk uitgeleverd, gesloopt. |
| UC 29  | UC II  | 15 augustus 1916    | † 7 juni 1917        | Südlich door de Ierland bij 51° 50′ 0″ NB, 11° 50′ 0″ WL, door artillerie van Q-ship Pargust tot zinken gebracht (23 doden, 2 overlevenden). |
| UC 30  | UC II  | 22 augustus 1916    | ? 21 april 1917      | Vermoedelijk bij Horns Rev 51° 25′ 0″ NB, 13° 5′ 0″ WL in net gelegd Brits mijnenveld door zeemijn tot zinken gebracht, total loss. |
| UC 31  | UC II  | 2 september 1916    | § 26 november 1918   | Veroverd, 1922 in Canning Town gesloopt. |
| UC 32  | UC II  | 13 september 1916   | × 23 februari 1917   | Bij de Roker-pier-vuurtoren 55° 15′ 0″ NB, 1° 20′ 0″ WL, door eigen zeemijn tot zinken gebracht (19 doden, 3 overlevenden) |
| UC 33  | UC II  | 25 september 1916   | † 26 september 1917  | In Sint-Georgekanaal bij 51° 55′ 0″ NB, 6° 14′ 0″ WL, door ramming van patrouilleboot PC 61 tot zinken gebracht (27 doden, 1 overlevende). |
| UC 34  | UC II  | 25 september 1916   | § 30 oktober 1918    | In Pula door Oostenrijk-Hongarije overgenomen. |
| UC 35  | UC II  | 2 oktober 1916      | † 17 mei 1918        | In de Middellandse Zee zuidwestelijk van Sardinië bij 39° 48′ 0″ NB, 7° 42′ 0″ OL, door beschieting door Franse patrouilleboot Ailly tot zinken gebracht (20 doden, 6 overlevenden). |
| UC 36  | UC II  | 3 november 1916     | ? 19 mei 1917        | In het Engelse Kanaal vermist, total loss. |
| UC 37  | UC II  | 17 oktober 1916     | § 25 november 1918   | In Sebastopol overgegeven, 1919 naar Malta overgevaren en in 1920 gesloopt. |
| UC 38  | UC II  | 19 oktober 1916     | † 14 december 1917   | In de Egeïsche Zee in de Golf van Korinthe bij 38° 15′ 0″ NB, 22° 22′ 0″ OL, door dieptebommen van de Franse torpedobootjagers Lansquenet en Mameluk tot zinken gebracht.(9 doden, 25 overlevenden) |
| UC 39  | UC II  | 29 oktober 1916     | † 8 februari 1917    | Bij Flamborough 53° 56′ 0″ NB, 0° 6′ 0″ OL, door dieptebommen en beschieting door de HMS Thrasher tot zinken gebracht. Overlevenden: 17 bemanningsleden en 2 Britse krijgsgevangenen. |
| UC 40  | UC II  | 1 oktober 1916      | § 11 november1918    | Veroverd, tijdens de overtocht naar Engeland op 21 januari 1919 gezonken (1 dode). |
| UC 41  | UC II  | 11 oktober 1916     | × 21 augustus 1917   | In de monding van de Tay bij 56° 25′ 0″ NB, 2° 35′ 0″ WL, op de vlucht voor patrouilleboten op eigen zeemijn gelopen, total loss. |
| UC 42  | UC II  | 18 november 1916    | × 10 september 1917  | Bij Cork bij 51° 44′ 0″ NB, 8° 18′ 0″ WL, door eigen zeemijn gezonken, total loss. |
| UC 43  | UC II  | 25 oktober 1916     | † 10 maart 1917      | Bij de Shetlandeilanden 60° 57′ 0″ NB, 1° 11′ 0″ WL, door torpedo van de Britse duikboot G 13 tot zinken gebracht, total loss. |
| UC 44  | UC II  | 4 november 1916     | † 4 augustus 1917    | Bij Waterford bij 52° 7′ 0″ NB, 6° 59′ 0″ WL, door opzettelijke manipulatie van een telegram over die melding van een opgeruimd mijnenveld van de Britten, in een niet opgeruimd mijnenveld gevaren en door een door UC 42 gelegde zeemijn tot zinken gebracht. (28 doden, 1 overlevende) In september 1917 gesloopt. |
| UC 45  | UC II  | 15 september 1916   | × 17 september 1917  | Bij duikongeval in Noordzee bij 54° 9′ 0″ NB, 7° 35′ 0″ OL gezonken, alle 35 bemanningsleden gestorven. Op 11 april 1918 gelicht, op 24 november 1918 veroverd en te Preston in 1919-20 gesloopt. |
| UC 46  | UC II  | 15 september 1916   | † 8 februari 1917    | Bij Goodwin Sands 51° 7′ 0″ NB, 1° 39′ 0″ OL door HMS Liberty geramd en tot zinken gebracht, total loss. |
| UC 47  | UC II  | 13 oktober 1916     | † 18 november 1917   | In de Noordzee bij Flamborough bij 54° 3′ 0″ NB, 1° 31′ 0″ OL, door Britse patrouilleschip P 57 geramd en tot zinken gebracht, total loss. |
| UC 48  | UC II  | 6 november 1916     | § 23 maart 1918      | Had zich in Ferrol overgegeven, nadat het op 20 maart 1918 door de HMS Loyal met dieptebommen sterk beschadigd werd. |
| UC 49  | UC II  | 2 december 1916     | † 8 augustus 1918    | Bij Start Point bij 50° 20′ 0″ NB, 3° 30′ 0″ WL, door dieptebommen van HMS Opossum tot zinken gebracht, total loss. |
| UC 50  | UC II  | 21 december 1916    | ? 7 januari 1918     | In de Golf van Biskaje vermist. |
| UC 51  | UC II  | 6 januari 1917      | † 17 november 1917   | In het Engelse Kanaal bij Start Point bij 50° 8′ 0″ NB, 3° 42′ 0″ WL, door Britse zeemijn tot zinken gebracht, total loss. |
| UC 52  | UC II  | 15 maart 1917       | § 16 januari 1919    | Veroverd, in Morecambre gesloopt. |
| UC 53  | UC II  | 5 april 1917        | § 28 oktober 1918    | Overgenomen door Oostenrijk-Hongarije, als U 95 bij de Kaiserliche und Königliche Kriegsmarine in dienst genomen. |
| UC 54  | UC II  | 10 mei 1917         | § 28 oktober 1918    | Overgenomen door Oostenrijk-Hongarije, als U 96 bij de Kaiserliche und Königliche Kriegsmarine in dienst genomen. |
| UC 55  | UC II  | 15 november 1916    | × 29 september 1917  | Bij Lerwick bij 60° 2′ 0″ NB, 1° 2′ 0″ WL, door technische falen van de trimtanks gezonken. (10 doden, ? overlevenden) |
| UC 56  | UC II  | 18 december 1916    | § 24 mei 1918        | Had zich in Santander (Spanje) overgegeven, nadat het door de USS Christabel beschadigd werd. |
| UC 57  | UC II  | 22 januari 1917     | ? Half-november 1917 | In de Finse Golf, vermoedelijk door Russische zeemijn tot zinken gebracht, total loss. |
| UC 58  | UC II  | 18 maart 1916       | § 24 november 1918   | Veroverd door Frankrijk, 1921 in Cherbourg gesloopt. |
| UC 59  | UC II  | 12 mei 1917         | § 21 november 1918   | Veroverd, 1919-20 in Bo'ness gesloopt. |
| UC 60  | UC II  | 25 juni 1917        | § 23 februari 1919   | Veroverd, 1921 in Rainham gesloopt. |
| UC 61  | UC II  | 13 december 1916    | × 26 juli 1917       | Bij Boulogne-sur-Mer gestrand 50° 53′ 0″ NB, 1° 37′ 0″ OL, maakte water en zelf tot zinken gebracht, alle 26 bemanningsleden gered. |
| UC 62  | UC II  | 8 januari 1917      | (?) 14 oktober 1917  | Tijdens het mijnenleggen bij Portland vermist, bij wrakzoeken werd een U-boot in het gebied, dat aan de hand van de schroeven als U 62 kon worden geïdentificeerd. |
| UC 63  | UC II  | 30 januari 1917     | † 1 november 1917    | In het Engelse Kanaal bij Goodwin Sands 51° 23′ 0″ NB, 2° 0′ 0″ OL, door de Britse duikboot E 52 tot zinken gebracht. (26 doden, 1 overlevende) |
| UC 64  | UC II  | 22 februari 1917    | † 20 juni 1918       | Liep in de Straat van Dover 50° 58′ 0″ NB, 1° 23′ 0″ OL op een zeemijn waarna het door dieptebommen van de Loyal Friend tot zinken gebracht werd, total loss. |
| UC 65  | UC II  | 10 november 1916    | † 3 november 1917    | In het Engelse Kanaal bij 50° 31′ 0″ NB, 0° 27′ 0″ OL, door torpedo van Britse onderzeeër C 16 tot zinken gebracht. (22 doden, 5 overlevenden) |
| UC 66  | UC II  | 14 november 1916    | † 12 juni 1917       | In het Engelse Kanaal bij The Lizard bij 49° 56′ 0″ NB, 5° 10′ 0″ WL, door dieptebommen van HMT Sea King tot zinken gebracht, total loss. |
| UC 67  | UC II  | 10 december 1916    | § 16 januari 1919    | Veroverd, 1919-20 in Briton Ferry gesloopt. |
| UC 68  | UC II  | 17 december 1916    | × 13 maart 1917      | In het Engelse Kanaal 50° 17′ 0″ NB, 3° 32′ 0″ WL, door eigen zeemijn tot zinken gebracht, total loss. |
| UC 69  | UC II  | 22 december 1916    | × 6 december 1917    | In het Engelse Kanaal bij Cap Barfleur bij 50° 17′ 0″ NB, 3° 32′ 0″ WL, door U 96 geramd, zodat het na 10 minuten zonk. (11 doden, 18 overlevenden) |
| UC 70  | UC II  | 20 november 1916    | † 28 augustus 1918   | Voor de Engelse oostkust bij 50° 17′ 0″ NB, 3° 32′ 0″ WL, ontdekte een vliegtuig een olievlek en wierp een bom, de torpedobootjager Ouse werd erheen gedirigeerd en bestookte de positie met dieptebommen, op 14 september 1918 werd de plek door duikers onderzocht en het wrak van de UC 70 gevonden.               |
| UC 71  | UC II  | 28 november 1916    | § 11 november 1918   | Veroverd, zonk op de overtocht op 20 februari 1919 bij 54° 10′ 0″ NB, 7° 54′ 0″ OL. |
| UC 72  | UC II  | 5 december 1916     | ? 20 augustus 1917   | In de Golf van Biskaje bij 46° 0′ 0″ NB, 8° 48′ 0″ WL, door beschieting door het Q-ship Acton tot zinken gebracht, total loss. |
| UC 73  | UC II  | 24 december 1916    | § 6 januari 1919     | Uitgeleverd, in Briton Ferry tussen 1919-20 gesloopt. |
| UC 74  | UC II  | 26 november 1916    | §21 november 1918    | In Barcelona overgegeven, op 26 maart 1919 aan Frankrijk uitgeleverd, in Toulon in juli 1921 gesloopt. |
| UC 75  | UC II  | 6 december 1916     | †31 mei 1918         | Werd voor de Britse oostkust 53° 57′ 0″ NB, 0° 9′ 0″ OL door stoomboot Blaydonian geramd, waardoor het slechts beschadigd is, daarop moet het echter opduiken wordt het door de HMS Fairy geramd (19 doden 14 overlevenden).                                                                                          |
| UC 76  | UC II  | 17 december 1916    | §1 december 1918     | Veroverd, 1919-20 in Briton Ferry gesloopt. |
| UC 77  | UC II  | 29 december 1916    | ? juli 1918          | UC 77 of UB 108, liep op 14 juli 1918 op mijnenveld bij Dover, of werd op 10 juli 1918 door 2 patrouilleboten tussen Folkestone en de Varne Bank tot zinken gebracht, total loss. |
| UC 78  | UC II  | 10 januari 1917     | † 9 mei 1918         | in het Engelse Kanaal bij Cherbourg 49° 49′ 0″ NB, 1° 40′ 0″ WL, geramd door Britse troepentransportschip Queen Alexandra tot zinken gebracht, total loss. Lang werd aangenomen dat het UB 78 was, tot het wrak van de UB 78 bij Folkstone gevonden werd.                                                             |
| UC 79  | UC II  | 22 januari 1917     | † 19 april 1918      | Bij Dover 48° 17′ 0″ NB, 5° 17′ 0″ WL, in de nacht van 19 op 20 april in een mijnenveld op een zeemijn gelopen, total loss. |
| UC 90  | UC III | 15 juli 1918        | § 1 december 1918    | Veroverd door het Japans Keizerrijk, als O4 van 1920 tot 1921 in dienst bij de Japanse Keizerlijke Marine. In 1921 in de Kure Navy werf gesloopt. Van december 1924 - december 1926 als ASW doel door de Kure duikbootschool gebruikt, daarna gesloopt.                                                               |
| UC 91  | UC III | 31 juli 1918        | × 5 september 1918   | In de Oostzee bij 54° 21′ 0″ NB, 10° 10′ 0″ OL na aanvaring met Duits koopvaardijschip Alexandra Woermann gezonken. (17 doden) |
| UC 92  | UC III | 14 augustus 1918    | §24 november 1918    | Veroverd, in 1921 op strand van Falmouth gesloopt. |
| UC 93  | UC III | 22 augustus 1918    | §26 november 1918    | Veroverd door Italië, in april 1919 in La Spezia gesloopt. |
| UC 94  | UC III | 31 augustus 1918    | §26 november 1918    | Veroverd door Italië, in april 1919 in Tarente gesloopt. |
| UC 95  | UC III | 16 september 1918   | § 22 november 1918   | Veroverd, in 1922 in Fareham gesloopt. |
| UC 96  | UC III | 25 september 1918   | §24 november 1918    | Veroverd, in 1919-20 in Morecambre gesloopt. |
| UC 97  | UC III | 3 september 1918    | § 22 november 1918   | Veroverd door de VS, naar tentoonstellingstournee in de VS, op 7 juni 1921 door beschieting door US artillerieopleidingsschip Willmette in Lake Michigan tijdens een oefening tot zinken gebracht. |
| UC 98  | UC III | 10 september 1918   | §24 november 1918    | Veroverd door Italië, in april 1919 in La Spezia gesloopt. |
| UC 99  | UC III | 20 september 1918   | § 22 november 1918   | Veroverd door het Japans Keizerrijk, als O5 door de 1920 tot 1921 in dienst van de Japanse Keizerlijke Marine. In maart - juni 1921 bij de Yokosuka Navy werf gesloopt. Romp in oktober 1921 als testdoel voor torpedo’s gebruikt.                                                                                    |
| UC 100 | UC III | 30 september 1918   | §22 november 1918    | Veroverd door Frankrijk, in juli 1921 in Cherbourg gesloopt. |
| UC 101 | UC III | 8 oktober 1918      | §24 november 1918    | Veroverd, in 1922 in Dordrecht gesloopt. |
| UC 102 | UC III | 14 oktober 1918     | §22 november 1918    | Veroverd, in 1922 in Dordrecht gesloopt. |
| UC 103 | UC III | 21 oktober 1918     | §22 november 1918    | Veroverd door Frankrijk, in 1921 in Cherbourg gesloopt. |
| UC 104 | UC III | 18 oktober 1918     | §24 november 1918    | Veroverd door Frankrijk, in juli 1921 in Brest gesloopt. |
| UC 105 | UC III | 28 oktober 1918     | § 22 november 1918   | Veroverd, 1922 in Swansea gesloopt. |